# Stenospermation ulei
Stenospermation ulei é uma espécie de planta do gênero Stenospermation e da família Araceae. 

## Taxonomia
A espécie foi descrita em 1914, por Kurt Krause. 

## Forma de vida
É uma espécie hemiepífita, rupícola e herbácea. 

## Conservação
A espécie faz parte da Lista Vermelha das espécies ameaçadas do estado do Espírito Santo, no sudeste do Brasil. A lista foi publicada em 13 de junho de 2005, por intermédio do decreto estadual nº 1.499-R. 

## Distribuição
A espécie é encontrada nos estados brasileiros de Amazonas, Bahia e Espírito Santo. 
A espécie é encontrada nos  domínios fitogeográficos de Floresta Amazônica e Mata Atlântica, em regiões com vegetação de floresta ombrófila pluvial.